# Mercs por Dinero
Mercs por Dinero es un equipo mercenario ficticio de superhéroes que aparece en los cómics estadounidenses publicados por Marvel Comics.

## Historial de publicaciones
Mercs por Dinero apareció por primera vez en Deadpool # 1 (diciembre de 2015) y fue creado por Gerry Duggan. Ocho meses después de los eventos de la historia de Secret Wars, como se vio durante el evento All-New, All-Different Marvel, Deadpool establece un nuevo equipo de Heroes for Hire. La lista consiste en Solo, Madcap, Masacre, Slapstick, Foolkiller, Terror y Stingray. Matt Murdock y Luke Cage se muestran planeando acciones legales contra Deadpool. Después de que la demanda continúa, Deadpool cambia el nombre de su grupo Heroes for Hire a "Mercs por Dinero" de Deadpool.

## Biografía del equipo ficticio

### Mercs por Dinero de Deadpool
Este grupo de mercenarios reunidos por Deadpool originalmente se llamaba Heroes for Hire. Deadpool se inspiró para crear una franquicia en torno a su identidad después de que Solo se hizo pasar por él y aprovechó el éxito del mercenario para tomar trabajos con la tarifa de pago de Deadpool. La suplantación de Solo ayudó a Deadpool a ser más popular, beneficiando a ambos mercs.
Después de convertir a Solo en su primer empleado, Deadpool comenzó a reclutar a otros vigilantes que inicialmente usarían trajes idénticos a los suyos como Foolkiller, Madcap, Masacre, Slapstick, Stingray y Terror. El equipo de Deadpool se vio legalmente obligado a cambiar su nombre después de recibir una carta de cese de desistimiento de Luke Cage y Matt Murdock. Eligieron "Mercs por Dinero" como nombre de reemplazo. Lo que los otros miembros no saben es que Stingray está trabajando secretamente para el Capitán América para mantenerlo actualizado sobre los miembros más desquiciados de Mercs por Dinero. Alrededor de este tiempo, los Mercs por Dinero comenzaron a usar disfraces codificados por colores para distinguirse entre sí de un imitador independiente de Deadpool que estaba arruinando la reputación real. Resultó que el malvado imitador de Deadpool era el miembro de Mercs por Dinero Madcap. Una vez que se deshicieron de Madcap, los Mercs por Dinero comenzaron a usar sus propios uniformes personales.
Durante la historia de "Civil War II", los miembros de Mercs por Dinero se disgustaban cuando esperaban que Deadpool les diera sus cheques de pago. Mientras intentaban iniciar su propio negocio, los miembros de Mercs por Dinero descubren que fueron robados por Deadpool. Al recuperar un depósito de seguridad de Ho-Ho-Kus, Nueva Jersey y prender fuego a sus contratos, los Mercs por Dinero y Deadpool tomaron caminos separados.

### Mercs por Dinero de Dominó
Una segunda encarnación de Mercs por Dinero aparece en el 2016 "Marvel NOW!". Después del intento fallido de Deadpool de salvar a Negasonic Teenage Warhead (que él y Mercs por Dinero habían obtenido previamente para Umbral Dynamics), Dominó aparece donde está Deadpool y revela para él que ella ha reunido un nuevo equipo de Mercs por Dinero que consiste en ella, Hombre Gorila, Machine Man y un Masacre reenlistado. Domino le dijo a Deadpool que se presentaron para ayudarlo y declara que ella es la que llama a los Mercs por Dinero. Tras la derrota de la Presencia, Negasonic Teenage Warhead y Hit-Monkey se unen a los Mercs por Dinero.

## Miembros

### Miembros de Mercs por Dinero de Deadpool
- Deadpool - líder
- Foolkiller (Gregory P. Salinger)
- Madcap
- Masacre
- Scott Adsit
- Solo
- Slapstick
- Stingray - era un agente encubierto que trabajaba para el Capitán América.
- Terror

### Miembros de Mercs por Dinero de Dominó
- Dominó - Líder
- Deadpool
- Hombre Gorila (Kenneth Hale)
- Hit-Monkey
- Machine Man
- Masacre
- Negasonic Teenage Warhead